# Porky's Contre-Attaque
Série
Porky's 2
(1983)
Pour plus de détails, voir Fiche technique et Distribution.
Porky's Contre-Attaque (Porky's Revenge) est un film américano-canadien réalisé par James Komack, sorti en 1985. Il s'agit du troisième et dernier volet de la trilogie Porky's après Porky's et Porky's 2.

## Synopsis
Les potaches du collège d'Angel Beach en Floride, au cours des années 1950, poursuivent leurs facéties. Leur bête noire, c'est toujours Porky, le tenancier de maison de plaisirs gros et ignoble, dont ils s'étaient débarrassés naguère mais qui, depuis, a ouvert un nouvel établissement, flottant, sur un bateau à roues.

## Fiche technique
Sauf indication contraire, les informations mentionnées dans cette section peuvent être confirmées par la base de données cinématographiques IMDb,  présente dans la section « Liens externes ».
- Titre original : Porky's Revenge
- Titre français : Porky's Contre-Attaque ou La revanche de Porky
- Titre québécois : La revanche de Porky
- Réalisation : James Komack
- Scénario : Ziggy Steinberg, d'après les personnages créés par Bob Clark
- Musique : Dave Edmunds
- Décors : Peter Wooley
- Costumes : Ray Summers et Frances Harrison Hays
- Photographie : Robert Jessup
- Son : David Pettijohn, Howard Warren
- Montage : John W. Wheeler
- Production : Robert L. Rosen
  - Production déléguée : Milton Goldstein et Melvin Simon
- Sociétés de production : Melvin Simon Productions (États-Unis) et Astral Bellevue Pathé (Canada)
- Sociétés de distribution : Twentieth Century Fox (États-Unis) ; Astral Films (Canada)
- Budget : 9 millions de $[1]
- Pays de production :  États-Unis,  Canada
- Langue originale : anglais
- Format : couleur (DeLuxe) — 35 mm — 1,85:1 (Panavision) — son Stéréo
- Genre : comédie
- Durée : 92 minutes
- Dates de sortie[2] :
  - États-Unis, Canada : 22 mars 1985
  - France : 31 juillet 1985
- Classification :
  - États-Unis : les enfants de moins de 17 ans doivent être accompagnés d'un adulte (R – Restricted)
  - Canada : interdit aux moins de 18 ans (R - Restricted)
  - Québec : 13 ans et plus (13+ / 13 years and over)
  - France : tous publics

## Distribution
Sauf indication contraire, les informations mentionnées dans cette section peuvent être confirmées par la base de données cinématographiques IMDb,  présente dans la section « Liens externes ».
- Dan Monahan : Edward 'Pee Wee' Morris
- Mark Herrier (VQ : Yvan Benoît) : Billy
- Wyatt Knight (VQ : Jacques Brouillet) : Tommy Turner
- Tony Ganios (VQ : Hubert Gagnon) : Anthony Touporello dit « la trompe »
- Kaki Hunter (VQ : Katherine Mousseau) : Wendy Williams
- Scott Colomby : Brian Schwartz
- Chuck Mitchell (VQ : Yves Massicotte) : Porky Wallace
- Nancy Parsons (VQ : Mireille Thibault) : Mlle Balbricker
- Wendy Feign : Blossom
- Rose McVeigh : Mlle Webster
- Fred Buch : Dr. Dobish
- Eric Christmas : M. Carter
- Kim Evenson : Inga

Version québécoise (VQ) sur Doublage Québec

## Nomination
Source : Internet Movie Database
- The Stinkers Bad Movie Awards : pire film pour Robert L. Rosen